# 영화진흥위원회 영화관입장권 통합전산망
영화진흥위원회 영화관입장권 통합전산망은 대한민국 영화관의 입장권 발권정보를 전산으로 실시간으로 처리 및 집계하는 시스템으로서, 영화진흥위원회에서 운영중이다.

## 시행 목적
투명하고 정확한 한국영화산업의 통계자료를 확보하고 한국영화시장의 유통구조를 개선하기 위해 진행되고 있는 사업이다.이 사업을 통하여 발권의 투명성을 높여 탈세를 막고 제작사와 배급사의 이익의 누락이 없도록 하여 영화계 발전에 선순환 구조를 정착시킬 수 있는 장점이 있다.

## 극장 가입률
2004년에 시작한 이래로 2005년에는 스크린 가입율 50%를 넘어 2005년 후반에는 78%,
2006년 86%, 2007년 95%, 2008년 98%를 기록하였다.
2010년 현재 99%를 기록하고 있다.

## 논란
이 제도로 파악된 관객수는 항상 논란을 빚어왔다. 극장의 매출 조작을 통한 영화진흥기금·세금 탈루, 배급사 이익 횡령 등이 의심되는 집계 누락 논란이 오랫동안 빚어졌으며 실제로 누락된것이 보도된것만 2008년, 2009년(CGV 탈세 의혹건), 2010년 등이 있다.

## 같이 보기
- 영화진흥위원회